# Data pratti
Data pratti är en fjärilsart som beskrevs av George Thomas Bethune-Baker 1906. Data pratti ingår i släktet Data och familjen nattflyn. Inga underarter finns listade i Catalogue of Life.